# Oldřich Němec
Oldřich Němec (16. července 1922 Praha, Československo - 14. března 1995) byl československý hokejový obránce. Reprezentoval Československo na MS 1949, na kterém získal současně světový a evropský titul.

## Kariéra
Další z pražských rodáků, kteří se začali od mala věnovat hokeji ve vyhlášeném pražském hokejovém klubu - LTC Praha. Stejně jako spoluhráč Josef Kus byl v době 2. světové války byl dva roky totálně nasazen v Rakousku, kde hrál za místní hokejový klub. Jeho lepší sezóny v LTC Praha přišly až po návratu, jeho pětileté působení bylo přerušeno odskočením na jednu sezonu na Slovensko do bratislavského týmu ŠK. Pro svoji spolehlivost byl povolán do reprezentace a mohl se zúčastnit MS 1949. Poté, co hokejový oddíl z LTC organizační změnou přešel pod Tatru Smíchov, přestoupil sem i Oldřich Němec, který zde završil svoji hokejovou kariéru. V nejvyšší soutěži odehrál 9 ligových sezón.
V reprezentaci odehrál 15 zápasů, vstřelil 2 góly.